# .aq
.aq je internetová doména nejvyššího řádu pro území Antarktida. Je rezervována pro organizace které vedou práce na Antarktidě nebo podporují výzkumy na Antarktidu a Jižní ledový oceán. Je spravována institucí Peter Mott of Mott a společníky z Aucklandu na Novém Zélandu.
Obvyklé internetové připojení může být provedeno pouze prostřednictvím používání satelitního připojení nebo podobných zařízení.
Australská vláda používá doménu .aq pro oficiální síť Heardova ostrova a McDonaldovy ostrovy - „heardisland.aq“. Nicméně tyto ostrovy mají vlastní TLD „.hm“. Registr .hm byl převeden na privátní registr a je otevřený pro všeobecné registrace.